# La Jonchère-Saint-Maurice
La Jonchère-Saint-Maurice är en kommun i departementet Haute-Vienne i regionen Nouvelle-Aquitaine i västra Frankrike. Kommunen ligger i kantonen Laurière som tillhör arrondissementet Limoges. År 2022 hade La Jonchère-Saint-Maurice 802 invånare.

## Befolkningsutveckling
Antalet invånare i kommunen La Jonchère-Saint-Maurice
| Referens: INSEE |